# Aspades
Aspades là một chi bướm đêm thuộc họ Gelechiidae.